# James Luhr
James Francis Luhr (* 13. Mai 1953 in Oak Park (Illinois); † 1. Januar 2007 in University Park (Maryland)) war ein US-amerikanischer Vulkanologe und von 1995 bis zu seinem Tod Direktor des Global Volcanism Programs der Smithsonian Institution.

## Leben und Leistungen
James Luhr studierte Geologie an der University of Illinois at Urbana-Champaign und promovierte 1980 an der University of California in Berkeley. Im Jahr 1991 kam er zum National Museum of Natural History der Smithsonian Institution nach Washington, D.C., wo er von 1999 bis 2004 Leiter der mineralogischen Abteilung und seit 1995 Direktor des Global Volcanism Programs, das weltweit Daten zu Vulkanausbrüchen sammelt und der Wissenschaft zur Verfügung stellt, war.
James Luhrs Forschungen befassten sich hauptsächlich mit der Petrologie aktiver Vulkane, insbesondere in Mexiko wie etwa dem Paricutín und dem Colima.
James Luhr verstarb am 1. Januar 2007 in University Park im Bundesstaat Maryland.

## Schriften (Auswahl)
- Luhr, J. F. (Hrsg.) Die Erde. deutsche Lizenzausgabe Starnberg: Dorling Kindersley, 2004.
- Luhr, J. F. (Hrsg.) Earth. Smithsonian Institution and Dorling Kindersley, 2003.
- Luhr, J. F. und Simkin T. Parícutin: The volcano born in a Mexican cornfield. Phoenix: Geoscience Press, 1993.